# Kulturåret 1810

## Händelser
- Oktober – Oktoberfest har premiär i München i Bayern.
- okänt datum – Kongl. målare- och bildhuggareakademien byter namn till Kungliga Akademien för de fria konsterna.
- okänt datum – Johan Olof Wallin väljs in i Svenska Akademien, stol 1.

## Nya verk
- Ottar Trallings Lefnads-Målning (1810–1818), av Fredrik Cederborgh
- Gylfe av Pehr Henrik Ling

## Födda
- 12 januari – Constance Brandh (död 1901), svensk tonsättare.
- 20 januari – Ferdinand David (död 1873), tysk violinist och tonsättare.
- 8 februari – Eliphas Levi (död 1875), fransk författare och ockultist.
- 8 februari – Norbert Burgmüller (död 1836), tysk tonsättare.
- 1 mars – Frédéric Chopin (död 1849), polsk tonsättare och pianist.
- 23 mars – Carl Gustaf Qvarnström (död 1867), svensk skulptör.
- 21 april – Albert Blombergsson (död 1875), svensk konstnär.
- 2 maj – Hans Christian Lumbye (död 1874), dansk kompositör och kapellmästare.
- 2 maj – Otto Daniel Winge (död 1886), svensk pianist och tonsättare.
- 9 maj – Louis Gallait (död 1887), belgisk målare.
- 23 maj – Margaret Fuller (död 1850), amerikansk författare och feminist.
- 8 juni – Robert Schumann (död 1856), tysk tonsättare och pianist.
- 9 juni – Otto Nicolai (död 1849), tysk tonsättare.
- 7 juni – Carl August Adlersparre (död 1862), svensk greve och författare.
- 8 juli – Johanna Kinkel (död 1858), tysk tonsättare, författare och revolutionär.
- 13 september – Auguste Bouquet (död 1846), fransk konstnär och satiriker.
- 19 september – Jens Peter Trap (död 1885), dansk jurist, politiker och författare.
- 29 september – Elizabeth Gaskell (död 1865), brittisk författare.
- 16 oktober – Carl Wahlbom (död 1858), svensk militär, gymnastiklärare och konstnär
- 2 november – Christian Andreas Schleisner (död 1882), dansk målare.
- 7 november – Ferenc Erkel (död 1893), ungersk operatonsättare.
- 7 november – Fritz Reuter (död 1874), tysk författare.
- 16 november – Friedrich Wilhelm Kücken (död 1882), tysk musiker och tonsättare.
- 11 december – Alfred de Musset (död 1857), fransk författare.

## Avlidna
- 22 februari – Charles Brockden Brown (född 1771), amerikansk författare, kritiker, essäist samt redaktör.
- 19 mars – Louis Masreliez (född 1748), svensk målare, tecknare, grafiker och inredningsarkitekt.
- 25 april – Andreas Widerberg (född 1766), svensk skådespelare och teaterdirektör.
- 8 juli – Pehr Zethelius (född 1740), svensk silversmed.
- 28 oktober – Per Elgström (född 1781), svensk skald.
- 19 november – Jean-Georges Noverre (född 1727), fransk dansör och balettmästare.
- 27 november – Francesco Bianchi (född 1752), italiensk tonsättare.
- 2 december – Philipp Otto Runge (född 1777), tysk målare och etsare.
- okänt datum – Carl Isak Rylander (född 1779), svensk miniatyrmålare.
- okänt datum – Margaretha Christina Åbergsson, svensk ballerina.